# らくごin六本木
『らくごin六本木』（らくごインろっぽんぎ）は、1981年4月6日から1985年9月30日までフジテレビで放送されていた落語専門の演芸番組である。制作局フジテレビにおける放送時間は毎週火曜日未明（月曜日深夜）0:25 - 0:55（日本標準時）。

## 概要
世間が漫才ブームの真っただ中にあった1980年代初頭、「今は若手漫才師にスポットが当たっているけど、そのうち若手の噺家が日本のお笑いの担い手となる」と考える高田文夫と、落語を愛してやまない佐藤義和ディレクターら番組スタッフたちの願いによってこの番組は企画された。放送作家でありタレントでもある高田は、番組の司会と構成を兼任していた。
番組タイトルに「らくご」とあるが、実際には寄席からの中継録画ではなく、六本木にある俳優座劇場での公開収録だった。その事もあり、一般の寄席番組とは一味違う内容だった。また、司会の高田と一席交えた噺家との軽妙なトーク、そして落語の内容を視聴者に分かりやすく解説する等、落語を幅広い層（特に若年層）に親しんでもらえるきっかけとなった番組となり、4年半にわたって放送された。

## 出演者
- 高田文夫 - 司会と構成を兼任。
- 笑福亭松鶴
- 五代目三遊亭圓楽
- 六代目三遊亭円楽（当時は三遊亭楽太郎）
- 三遊亭小遊三
- 春風亭小朝
- 初代古今亭志ん五
- 4代目三遊亭圓歌（当時は三遊亭きん歌）
- 2代目快楽亭ブラック（当時は立川レフチェンコ）
- 古今亭志ん輔
- 桂雀々
- 春風亭正朝

## ネット局
- 福島テレビ：火曜（月曜深夜）0:10 - 0:40[2]
- 三重テレビ：土曜 22:30 - 23:00[3]
- サンテレビ：木曜 23:20 - 23:50[4]
- サガテレビ：火曜（月曜深夜）0:00 - 0:30[5]
- 沖縄テレビ：日曜 16:55 - 17:25[6]

## DVD
2010年9月15日、この番組の映像の一部を収録したDVD3種がポニーキャニオンより発売された。
- らくごin六本木 スペシャルセレクション 円楽・楽太郎/松鶴・鶴志 親子会
- らくごin六本木 スペシャルセレクション ふたり会 初代古今亭志ん五×三遊亭小遊三
- らくごin六本木 スペシャルセレクション 三遊亭きん歌独演会